# ヴィンセント・ヤーブロー
ヴィンセント・ヤーブロー（Vincent Raymond Yarbrough、1981年4月17日 - ）は、アメリカ合衆国のバスケットボール選手。テネシー州クリーブランド出身。NBAのデンバー・ナゲッツやヨーロッパでプレーした。身長201cm、体重95.3kg。ポジションはスモールフォワード。

## 経歴
テネシー州のクリーブランド高校時代にはオールアメリカンに選ばれた。
1997年、NCAAトーナメントのファイナル4に入った、ケンタッキー大学、デューク大学、ノースカロライナ大学、テネシー大学からリクルーティングを受けて、テネシー大学に進学した。1999年にはNCAAトーナメントに18歳の誕生日を前に出場、最も若くして出場した選手となった。2012年現在、得点、リバウンド、ブロックショット、スティール部門でテネシー大学の歴代ベスト10に入っており、スティールは歴代1位となっている。
2002年のNBAドラフト2巡32位でデンバー・ナゲッツから指名され入団した。1年目の2002-2003シーズンはチームが主力選手を放出して再建を図っていたこともあり、59試合中39試合で先発で出場し、平均6.9得点、2.7リバウンド、2.2アシストの成績を残した。
しかし翌2003-04シーズンを前に、プレシーズンゲームで結果が残せず、シーズン開幕直前の10月下旬に解雇された。
その後ヨーロッパに渡り、2003年11月にギリシャA1バスケットボールリーグのオリンピアコスBCと契約。シーズン途中にセリエAのシキリア・メッシーナに移った。2004年8月はベルギー・バスケットボール・リーグのBCオーステンデと契約して1シーズンをすごした。2005年8月は再びセリエAのヴィオラ・レッジオ・カラブリアに在籍したが、翌年4月に解雇された。2006-07シーズンからはブンデスリーガのブローゼ・バスケッツ、EnBWルードウィースブルク、テレコムバスケッツ・ボンでプレイした 。怪我のため現役を引退した。